# Szlak Heaphy'ego

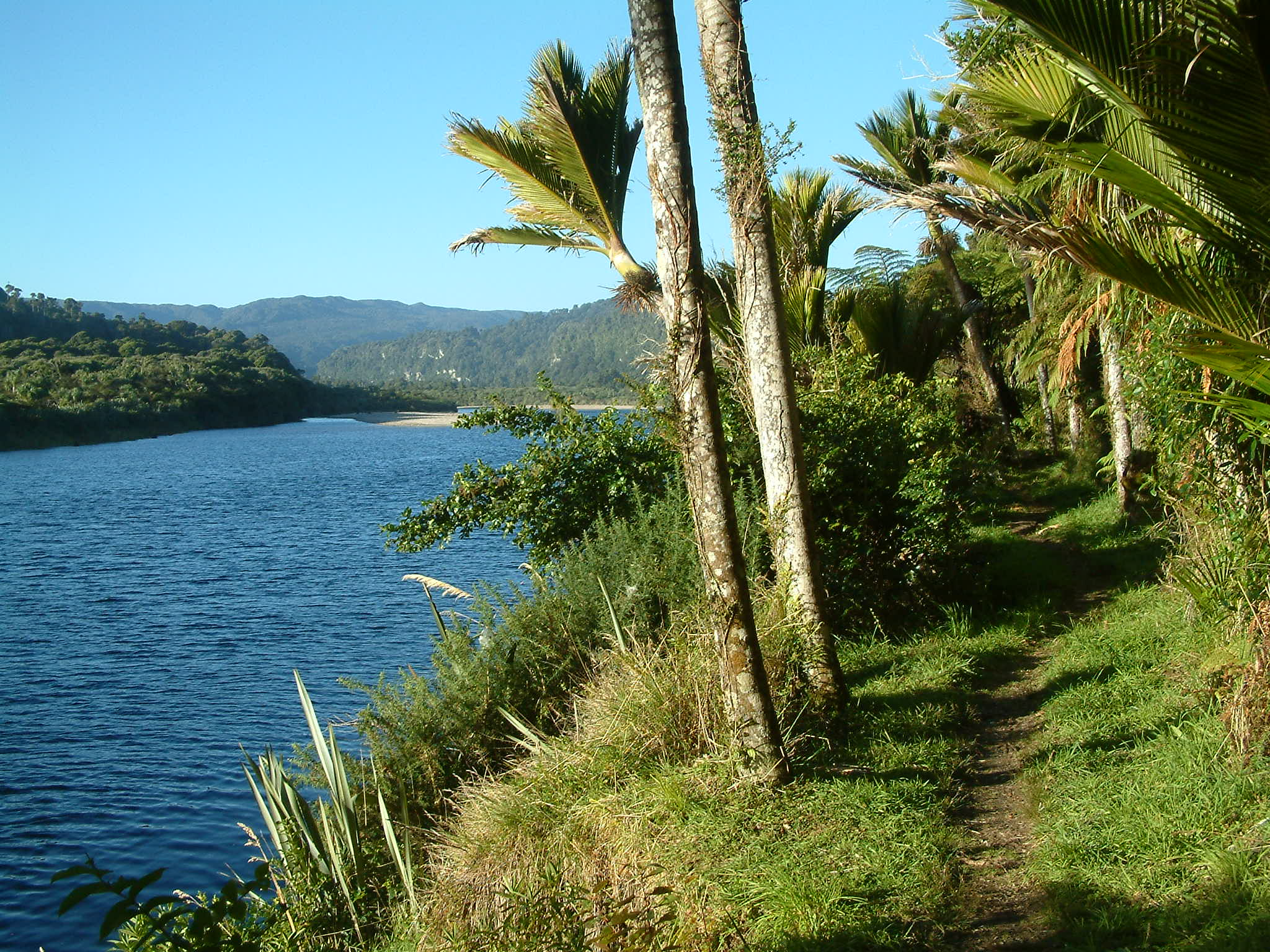
Palmy nikau nad Rzeką Heaphy'ego

Szlak Heaphy'ego (ang. Heaphy Track) – szlak turystyczny w Kahurangi National Park (Nowa Zelandia). Ze względu na wyjątkowe walory krajoznawcze i ponadprzeciętne przygotowanie bazy turystycznej wzdłuż jego trasy, szlak został włączony do Wielkich Szlaków.
Nazwa szlaku to hołd dla Charlesa Heaphy'ego, podróżnika, który przybył do Nowej Zelandii w ramach pierwszej wyprawy zorganizowanej przez New Zealand Company, organizację, której zadaniem była eksploracja i kolonizacja kraju. Szlak ma długość 78km kilometrów, przebycie tego dystansu jest przewidziane na 4-6 dni. Poszczególne fragmenty szlaku są bardzo zróżnicowane. Ze wschodu na zachód trasa wiedzie przez las bukowy, tereny trawiaste z rozległymi widokami na Morze Tasmana, wiecznie zielone lasy drzew z rodziny zastrzalinowatych oraz Rzeka Heaphy'ego i piaszczyste plaże otoczone lasami endemicznej palmy nikau.